# Chaumont (Alta Saboia)
Chaumont é uma comuna francesa na região administrativa de Auvérnia-Ródano-Alpes, no departamento da Alta Saboia. Estende-se por uma área de 12.38 km². Em 2010 a comuna tinha 514 habitantes (densidade: 41,5 hab./km²).